# Arvid Karlsteen

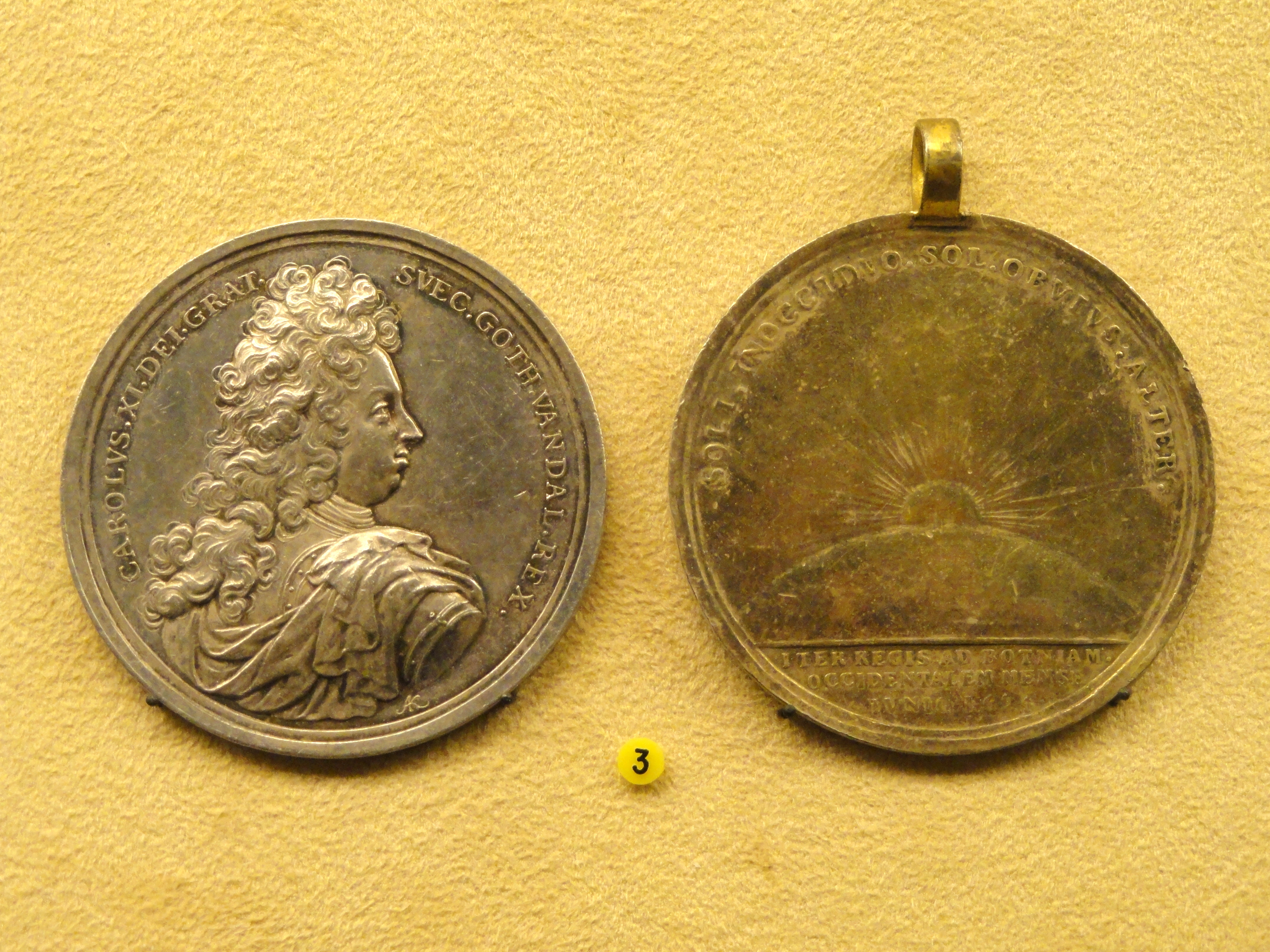
Medalj graverad av Karlsteen till minne av Karl XI:s besök i Västerbotten 1694.

Arvid Jonasson von Karlsteen, född den 16 mars 1647 på Getskogens gård (troligen Gelleråsen) i Karlskoga socken, död 3 maj 1718 i Stockholm, var en svensk myntgravör och miniatyrmålare. 
Han var son till lantmätaren och kartografen Jonas Kjellander och Brita Larsdotter von Sacken, han vigdes 1674 med Elisabeth Schecowitz.
Karlsteen blev tidigt faderlös och omhändertogs av de båda bröderna Isaac och Abraham Cronström. De uppmärksammade hans konstnärlig anlag och placerade honom i lära hos gravören och stämpelskäraren Johan Michelsson Planting vid myntverket i Avesta där en stor del av de svenska mynten vid denna tid präglades. I mitten av 1660-talet sändes han till Stockholm för att få vidare utbildning av Johan Georg Breuer. När Cronströmarna tvingades avbryta arrendet av myntverket Stockholm reste han på egen bekostnad utomlands för att fortsätta gravyrstudierna. Han vistades några månader i Tyskland där Johan Rethe var hans lärare, därefter fortsatte han till London och fick vid kungliga myntverket en grundlig utbildning i mynt- och medaljgravyr av John Rottier. Det var även i England som han kom i kontakt med miniatyrmåleri och etsning på stålplåtar. År 1672 blir han hemkallad av Cronström för att gravera några medaljer till minne av Karl XI:s tillträde till regeringen och Eriksgatan. 
Karl XI uppskattade utformningen av medaljerna och utnämnde honom 1674 till medaljsnidare samtidigt beordrade han Myntverket, som då drevs av Riksbanken, att anställa Karlsteen som myntgravör. Myntverket som redan hade myntgravören Hindrich Zedritz anställd underlät att anställa honom trots kungens befallning. Eftersom han vare sig fått hovmedaljörslönen eller något arbete på Myntverket begärde han 1677 avsked och stod i begrepp att resa till Polen där Johan Sobieski erbjudit honom plats under förmånliga villkor. Karl XI ville inte mista sin hovmedaljör och godtog inte uppsägningen, men betalade ut hovmedaljörslönen för ett år. Han anställdes vid Myntverket 1680. Under de två följande decennierna stod han på toppen av sin konstnärsbana, och företog ett antal resor till furstehoven i Brandenburg, Braunschweig-Lüneburg, Hanover, Holstein, och Mainz. Han fick till och med utföra några Historie metallique för Ludvig XIV:s räkning. Under sin verksamma period utbildade han ett flertal gravörer och 1869 skrevs ett kontrakt med Myntverket där Karlsteen mot 600 daler silvermynt extra årligen skulle anta två lärlingar. Bland hans elever märks Carl Gustaf Hartman, bröderna Bengt och Christian Richter, Gustaf Torshell och Benedikt Westman. Vid sidan om eleverna vid  Myntverket utbildade han i privat regi Raimund Faltz, Daniel Warou och Ehrenreich Hannibal. 

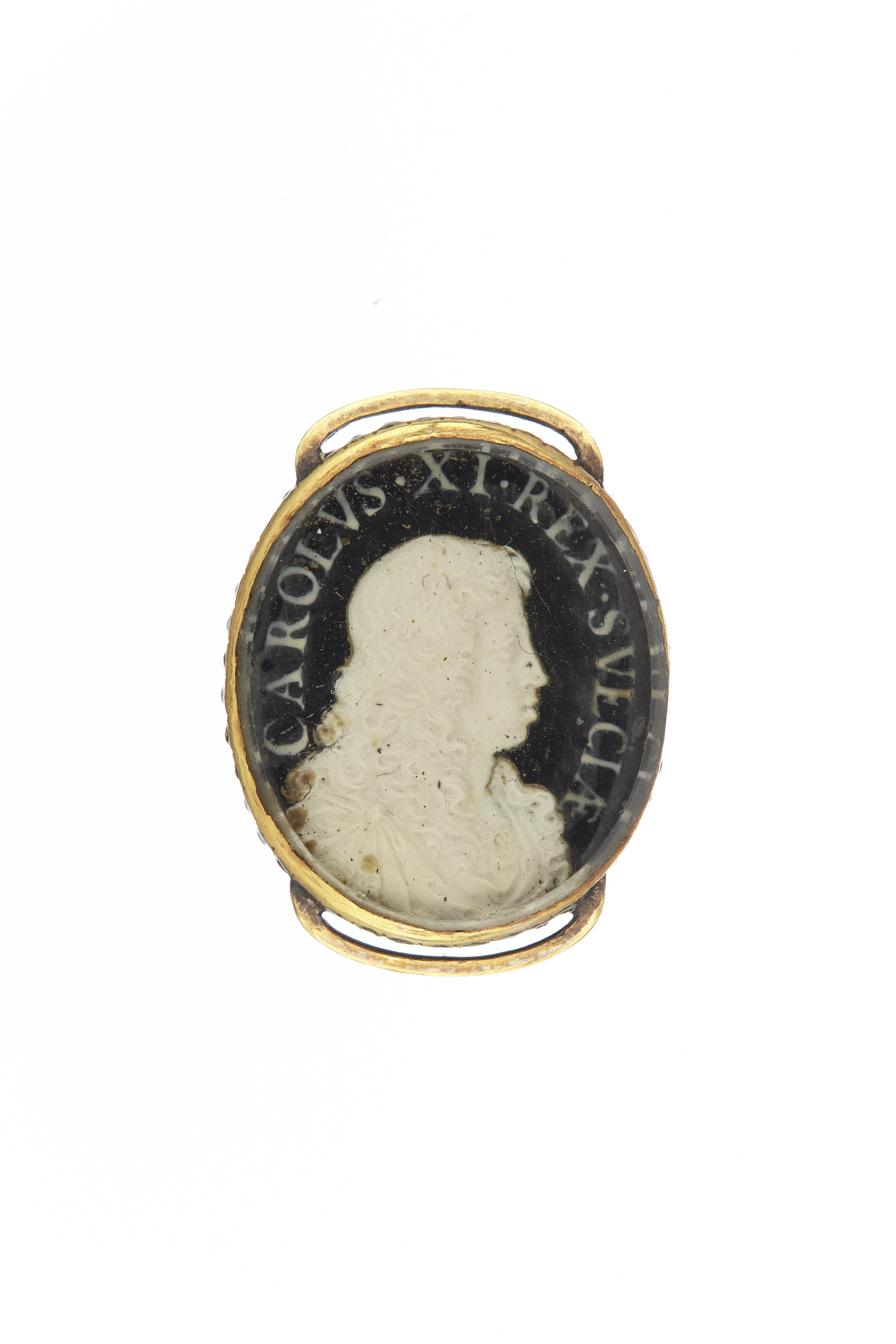
Miniatyrporträtt av Karl XI av Sverige, omkring 1672. Livrustkammarens samlingar.

Karlsteen adlades 1692 men han bibehöll sitt namn som han och ett par bröder antagit 1670.
De sista tjugo åren av hans liv fylldes av motgångar. Eftersom medaljtillverkningen börjat gå med förlust tvingades Riksbanken säga upp Karlsteen 1694, i ett slutet avtal tillförsäkrades han 500 daler silvermynt mot att han årligen tillverkade två medaljstämplar. I och med det stora nordiska krigets utbrott upphörde de frikostiga uppdragen i tyska furstehoven och hans ekonomiska ställning försämrades radikalt. Dessutom drabbades han av sjukdom och svårt nedsatt synförmåga. Trots detta fortsatte han att arbeta vid Myntverket och hans elever son tidigare fick hjälpa till med graveringen av myntstämplarna fick nu även hjälpa honom med medaljgravyren. 
År 1704 gifte sig Bengt Richter med Karlsteens då sjuttonåriga dotter, samtidigt bad han Karl XI att han skulle bli avsatt som hovmedaljör och bli ersatt av Richter. Mellan Karlsteen och Richter slöts ett avtal om att Richter skulle sörja för Karlsteens stora familj (han var far till tio döttrar varav åtta överlevde honom).
Richter som inte drog någon större ekonomisk fördel av att bli utnämnd till hovmedaljör lämnade Sverige för att hitta en anställning med mer förmånliga villkor. Dessutom lämnade de flesta av hans elever Myntverket för anställningar runt om i Europa. Karlsteen som nu i stort sett var ensam gravör vid Myntverket drabbades av tilltagande skröplighet och det avslöjas tydligt i medaljen Magnus Stenbocks seger vid Hälsingborg från 1710. Riksbanken ville nu att han skulle anta ett nytt biträde och lära upp honom, men han undvek detta eftersom han var rädd att denne skulle få bli hans efterträdare i stället för svärsonen Richter. Periodvis fick han hjälp av Bengt Westman men när han dog 1714, blev han tvungen att själv gravera myntstämplarna. Hans sista arbeten är daterade december 1717, men i början av 1718 drabbades han av ett slaganfall och efter en kort tids sjukdom avled han.  

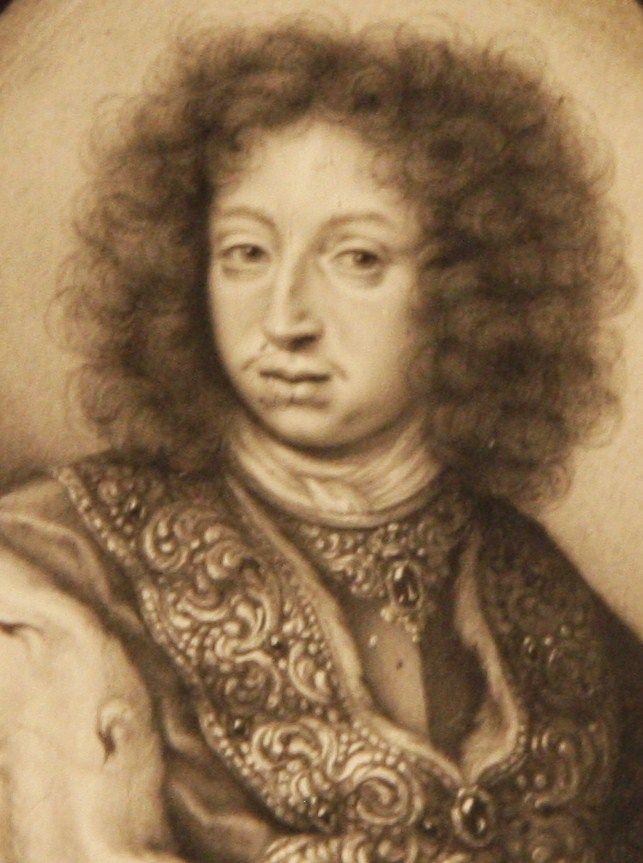
Porträtt av Kar XI från Nationalmuseums samlingar.

Arvid Karlsteen var Sveriges förste infödde medaljkonstnär. Han var mycket produktiv och nästan alla medaljer och skådepenningar slagna i Sverige mellan 1673 och 1718 är av hans hand.
Som gravör var han en mästare och hans porträttmedaljer uppskattades runt om i Europa. Han fick en del negativ kritik för att han tecknade dåligt och att hans perspektiv inte låg rätt. Det har konstaterats att av hans cirka 140 kända medaljer har de flesta äldre kopparstick eller skisser av andra konstnärer som förlagor. Då det rörde sig om rikligare kompositioner anlitade han de vid slottsbygget verksamma franska skulptörerna, som fick utföra medaljskissen i vax. Den medalj som räknas som hans bästa är den över professor Johannes Schefferus. Han har även utfört några sigill för kungahuset.                   
Som miniatyrmålare har åtminstone minst tre signerade porträtt bevarats samtliga utförda under 1670-talet. Ytterligare ett miniatyrporträtt föreställande Karl XI kan av stilistiska skäl tillskrivas honom. Någon större signerad målning finns inte bevarad, men i Urban Hiärnes bouppteckning omtalas målningen Venus och Adonius utförd av Karlsteen. Det finns mycket som talar för att han var lärare till Elias Brenner i miniatyrmåleri. Hans slipade stålspeglar med porträtt och genrebilder blev mycket uppskattade under hans livstid. Han framställde dessa genom att etsa ytterst fina punkter på den slipade och polerade spegelplåten.